# ジョー・ディートン
ジョー・ディートン（Joe Deaton、本名：Joel Lofton Jones、1957年4月9日 ‐ ）は、アメリカ合衆国の元プロレスラー。テキサス州タイラー出身。
1980年代後半から1990年代にかけて、全日本プロレスの常連中堅外国人として活躍した。出身地はノースカロライナ州シャーロットともされる。

## 来歴
野球選手を目指していたが、兄のデビッド "ホス" ディートンの勧めもあって1970年代後半にプロレス入り。ジョエル・ディートン（Joel Deaton）と名乗り、キャリア初期はデビッドとのカウボーイ系ギミックの兄弟タッグチーム、ジ・アウトローズ（The Outlaws）としてNWAの南部テリトリーで活動。ジョバーのポジションではあるが、フロリダのCWFでは1982年にジャック・ブリスコ&ジェリー・ブリスコのブリスコ・ブラザーズとも対戦した。
1983年より、ジム・クロケット・ジュニアが主宰していたNWAミッドアトランティック地区に転戦。リッキー・スティムボート、ボブ・オートン・ジュニア、ザ・グレート・カブキ、ロディ・パイパー、マイク・ロトンドらメインイベンターのジョバーを務めた。以降、長期にわたり同地区のジョバー要員として、TVテーピングやハウス・ショーのアンダーカードに出場。J・J・ディロンをマネージャーに迎え、サンダーフット（Thunderfoot）なる覆面レスラーに変身したこともある。
1987年8月、ジョー・ディートン（Joe Deaton）のリングネームで全日本プロレスに初来日。全日本プロレス中継のディレクターの村上和彦が、プロレスニュースなどで「いい奴」とのキャラクター付けをした結果、人気が出てシリーズの参加回数が増えた。
1991年7月18日、ビリー・ブラックと組んで小橋健太&ジョニー・エースからアジアタッグ王座を奪取。年末の世界最強タッグ決定リーグ戦には1990年にディック・スレーターと組んで初参加していたが、以降ブラックとのコンビで1991年と1992年に連続出場した。
1990年代中盤は悪役商会と組む機会が増え、永源遙と同じピンクのタイツを履いて出場したり、ラッシャー木村とのマイク合戦を繰り広げたりなど、外国人選手として特異な地位を獲得した。
1997年7月のWAR参戦を最後に来日が途絶え、アメリカでもセミリタイア状態となっていたが、2019年2月19日、ジャイアント馬場没後20年追善興行において22年ぶりの日本マット登場が実現。当日はバトルロイヤルに参加した他、アブドーラ・ザ・ブッチャーの引退式ではブッチャーの車椅子を押していた。なお、ブッチャーとは全日本プロレス参戦以前にも、サンダーフット変身時の1985年にNWAミッドアトランティック地区でタッグを組み、ロックンロール・エクスプレスが保持していたNWA世界タッグ王座に挑戦したことがある。

## 得意技
- ブレーンバスター
- ブルドッグ

## 獲得タイトル
- アジアタッグ王座：1回（w / ビリー・ブラック）[12]